# 126445 Prestonreeves
126445 Prestonreeves è un asteroide della fascia principale. Scoperto nel 2002, presenta un'orbita caratterizzata da un semiasse maggiore pari a 2,6394677 UA e da un'eccentricità di 0,1242006, inclinata di 15,48075° rispetto all'eclittica.